# Der ewige Bann
Der ewige Bann ist ein französischer Spielfilm aus dem Jahre 1943 von Jean Delannoy nach einem Drehbuch von Jean Cocteau. Er basiert auf dem Mythos von Tristan und Isolde und machte Hauptdarsteller Jean Marais über Nacht zum Star und zur Muse Cocteaus.

## Handlung
Die Geschichte von Tristan und Isolde wurde in die Moderne verlegt.
Der junge Patrice lernt eines Tages die blonde Nathalie kennen, als er sie in einer Hafenkneipe vor einem betrunkenen Schläger rettet. Dabei wird er selbst durch ein geworfenes Messer am Bein verletzt und verliert das Bewusstsein. Als der wie sie hellblonde, gutaussehende Jüngling wieder auf seinem Bett erwacht, steht Nathalie an seiner Seite. Er überredet sie dazu, die Ehefrau seines von ihm hoch verehrten Onkels Marc, eines gutsituierten Schlossherrn, zu werden. Marc ist sehr viel älter als Nathalie. Die junge Frau, die sich fortan zu dem engelsgleichen Patrice hingezogen fühlt, willigt trotz aller Enttäuschung ihm zuliebe ein. Doch auf diesem Arrangement liegt von Anbeginn ein Fluch. Die missgünstige Verwandtschaft will diese neue Verbindung mit aller Macht unterbinden. Von Hass getrieben, hintertreibt vor allem der kleinwüchsige Achille, ein Vetter Patrices, die arrangierte Eheschließung. Achille hasst Patrice, weil dieser alles verkörpert, was er nie sein wird: Patrice ist groß, schön, blond und wird von allen geliebt. Achille, von seiner dominanten Mutter gegängelt und erdrückt und um keine Intrige verlegen, plant Patrice und Nathalie zu vergiften. Doch anstatt den Inhalt einer Giftampulle schlucken die beiden jungen Leute einen Liebestrank. In einer Gewitternacht auf dem Schloss vor flackerndem Kaminfeuer wird ihnen endlich klar, dass sie füreinander bestimmt sind. Achille, der ihnen im Moment des verfrühten Triumphes das geleerte „Giftfläschchen“ entgegenwirft, beobachtet das neu gewonnene Glück mit stetig steigernder Missgunst.
Um seinen Plan nicht scheitern zu sehen, spinnt Achille, im Zusammenwirken mit seiner nicht weniger missgünstigen Mutter, eine neue Intrige. Ihm gelingt es, in dem Moment, als sich Patrice und Nathalie in ihrem Schlafzimmer aufhalten und sich zärtlich küssen, Marc dorthin zu lotsen. Dieser ist sehr enttäuscht von dem vermeintlichen Treuebruch Patrices und seiner Zukünftigen und verweist beide seines Schlosses. Die jungen Leute erleben eine kurze Zeit gemeinsamen Glücks auf einer verschneiten Berghütte, an ihrer Seite nur der treue Familienhund Moulou. Aber Marc will nicht wirklich auf Nathalie verzichten, fährt zur Hütte hinauf und bittet sie im Moment von Patrices Abwesenheit, zu ihm zurückzukommen. Schweren Herzens geht sie mit Marc, während Patrice gerade unten im Dorf Besorgungen macht. Als er in der Dämmerung heimkehrt, ist seine Liebe bereits fort. Patrice will seine Nathalie keinesfalls aufgeben. In Begleitung seines guten Freundes Lionel, bei dem und dessen Freundin, der brünetten Nathalie, er sich zuletzt zumeist aufgehalten hat, nähert Patrice sich eines Nachts dem Schloss. Mit der ihm eigenen Kunst des Vogelzwitscherns versucht er seine Nathalie auf sich aufmerksam zu machen. Doch nur Moulou, der freudig auf ihn zurennt, und Achille werden davon wach. Achille will jetzt Patrice endgültig erledigen und zielt mit einem Gewehr auf ihn. Dann drückt er ab. Schwer verletzt kann Patrice mit Hilfe Lionels entfliehen. Im direkt am Wasser gelegenen Haus seines Freundes liegt er im Fieberwahn, währenddessen sich die dunkelhaarige Nathalie als Patrices blonde Nathalie ausgibt und mit dem kaum mehr ansprechbaren Patrice kommuniziert. Lionel holt vom Schloss die blonde Nathalie und Marc ab. Er fährt die beiden mit seinem Schiffkutter zu seinem Haus, ehe es mit Patrice zu Ende geht. Im letzten Moment eilt Nathalie, begleitet von Onkel Marc, an sein Sterbebett. Doch er ist bereits tot. Als Nathalie seinen Leichnam sieht, lässt sie sich an seiner Seite auf dessen Sterbebett nieder. Lionel und Marc stehen davor.

## Produktionsnotizen
Die Uraufführung von Der ewige Bann fand am 13. Oktober 1943 in Paris statt. In Deutschland wurde der Film im Mai 1946 erstmals gezeigt. Der Titel basiert auf einem zentralen Gedanken Friedrich Nietzsches von der Ewigen Wiederkunft.
Die Filmbauten stammen von Georges Wakhévitch, die Kostüme von Georges Annenkov.
Wie schon bei Die Nacht mit dem Teufel diente auch hier Marc Fossard als einfacher Kameramann, Chefoperateur war Roger Hubert.
Der kleinwüchsige Piéral, der bereits in André Paulvés Produktion Die Nacht mit dem Teufel mitgewirkt hatte, spielte hier seine erste Hauptrolle.

## Kritik
In Reclams Filmführer heißt es: „Der Film ist von geheimnisvollen Empfindungen und dunklen Gefühlen erfüllt; er ist sicher weitgehend von seinem Autor Cocteau bestimmt. Die starre Schönheit der Liebenden, die Gänge eines alten Schlosses, wehende Vorhänge, die jähen Auftritte des Zwerges -- das alles beschwört eine Welt des Halbschattens und der Träume. Recht geschickt ist auch die Verbindung von Mythos und Realität; es wird zum Beispiel nie ganz klar, ob der Liebestrank wörtlich zu nehmen oder nur als Symbol gemeint ist.“
In Das große Personenlexikon des Films ist in der Biografie von Jean Delannoy zu lesen: „Mit seiner nächsten Arbeit, für die er Jean Cocteau als Autoren gewinnen konnte, gelang ihm auch ein künstlerisches Ausnahmewerk. ‚Der ewige Bann‘ variierte das alte ‚Tristan und Isolde‘-Motiv. Mit seiner düsteren Grundstimmung, einer unterkühlten, starren Eleganz und Schönheit und einer morbiden Todessehnsucht kann ‚Der ewige Bann‘ als typisches Produkt des französischen Besatzungszeit-Kinos gewertet werden.“
Das Lexikon des Internationalen Films schrieb: „Delannoy, für den Jean Cocteau die mythische Geschichte von Tristan und Isolde in die Jetztzeit transponierte, hat, nicht zuletzt mit den hervorragenden Dialogen Cocteaus, einen sehr ernsten, bisweilen schwermütigen Film gedreht, bei dem die Dekors von Georges Wakhevitch und die Musik von Georges Auric eine große dramaturgische Rolle spielen. Thematik und Zwischentöne machen den Film zu einem wichtigen Dokument des französischen Kinos unter der Okkupation 1940 bis 1944.“
Heinrich Fraenkels „Unsterblicher Film. Die große Chronik. Vom ersten Ton bis zur farbigen Breitwand“ erinnerte an einen anderen wichtigen Aspekt: den Umstand der schwierigen Einschätzung französischer Filme unter deutscher Vorherrschaft, zumal Der ewige Bann zwei Protagonisten besaß, die dem NS-Ideal des nordisch-blonden Ariers entsprachen: „Wie sehr die sachliche Beurteilung eines Films damals durch politische Erwägungen gefärbt wurde, ergibt sich umgekehrt aus der Tatsache, daß derselbe Regisseur Jean Delannoy zwar nicht in Frankreich, wo er als Schöpfer des ‚Pontcarral‘ gewissermaßen als Nationalheld galt, wohl aber in England wegen der angeblich ‚collaborationistischen‘ Tendenz seines ‚L’Éternel Retour‘ angegriffen wurde. Man behauptete, die Verfilmung von ‚Tristan und Isolde‘ nach einem Manuskript von Jean Cocteau sei eine Glorifizierung des ‚nordischen‘ Mythos und somit eine Anbiederung an die Nazis.“